# Albin Lugarič
Albin Lugarič, slovenski slikar, * 9. avgust 1927, Ptuj, † 22. julij 2014, Ptuj.
Študiral je na Akademiji za likovno umetnost v Ljubljani, kjer je leta 1950 diplomiral pod mentorstvom Gojmirja Antona Kosa. Kasneje je pri njem opravil še posebni izpit za slikarstvo.
Živel in ustvarjal je na Ptuju, kjer je služboval kot likovni pedagog na več šolah. Slikal je večinoma krajine, s poudarkom na Halozah. Leta 2005 je postal častni meščan Ptuja.